# Søren Zachariassen
Søren Zachariassen (Tromsø, 3 settembre 1837 – Tromsø, 1915) è stato un imprenditore, marinaio e cacciatore norvegese.
Originariamente Zachariassen svolgeva la professione di cacciatore, prese nella sua vita l'iniziativa di incominciare un'attività estrattiva di carbone alle Svalbard e fu il primo a inaugurare in loco la prima miniera (1903) ad uso industriale.

## Biografia

### I primi anni come cacciatore
Zachariassen iniziò la propria carriera come semplice marinaio a bordo dello sloop Abraham all'età di 17 anni, nel 1854, sotto la guida del capitano Erik Mattila. Due anni dopo si imbarcò a bordo della Vestisen per missioni di pesca sotto il comando di Elling Carlsen, esperto dell'area polare. Durante una tremenda tempesta nel 1862, la nave naufragò e Zachariassen guidò il gruppo dei superstiti sino al fiordo di Adventfjorden, dove notò delle capanne di cacciatori russi. Nell'attesa del recupero della nave, a Bohemanneset trovò un primo filone di carbone, anche se di qualità piuttosto bassa. Dal 1865 al 1887 svolse regolarmente l'attività di cacciatore in loco.

### Il carbone e gli scavi minerari

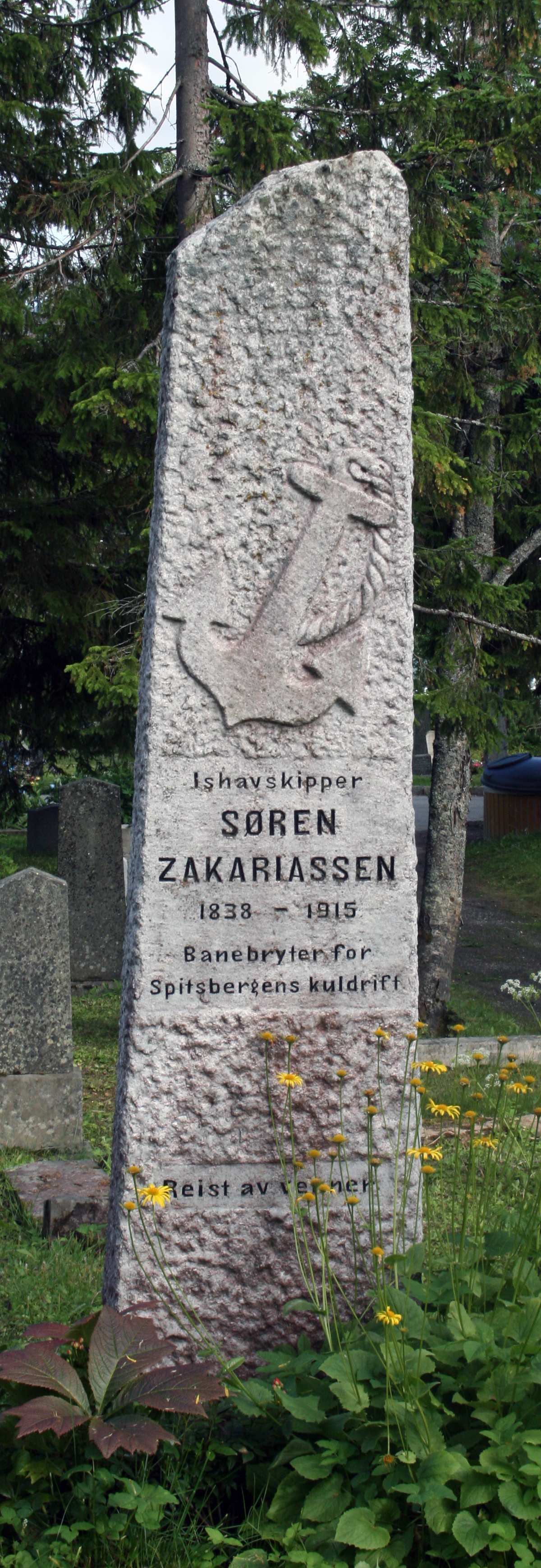
Cippo funerario sulla tomba di Søren Zachariassen a Tromsø

Nell'estate del 1899, sfruttando le informazioni raccolte nel corso delle cacce precedentemente condotte nell'area delle Svalbard, Zachariassen raccolse oltre 600 kg di carbone dai giacimenti di Bohemanodden, Festningsodden e Grønfjorden, comprendendo come tale attività potesse essere particolarmente redditizia; a tal fine decise di intraprendere nuove ricerche a Colesbukta ed a Kongsfjorden. In quell'estate riuscì a vendere le sue prime 2 tonnellate di carbone ad una spedizione commissionata dal principe Alberto I di Monaco e il resto alla città di Tromsø. Vendette inoltre 567 kg per 1 corona al chilo alla birreria di Mack ed alla centrale elettrica di Tromsø.
Coi proventi ricavati e ponderata la profittabilità dell'impresa, in quello stesso anno Zachariassen prese l'iniziativa di avviare una vera e propria azienda (la prima in territorio polare) per l'estrazione del carbone con sede a Isfjorden, associando a sé anche lo skipper Andreas Schrøder col compito di raccogliere investitori a Christiania sino a che la Kulkompani non raggiunse i 9.000.000 di corone di capitale proprio. Per venire incontro alle esigenze dei 16 operai impiegati, Zachariassen fece costruire anche una stazione di pesca ed una abitazione per i lavoranti a Heerodden.
Con l'avanzare delle tecniche, nel 1903 riuscì a costruire la prima miniera con criteri industriali a Hotellneset, denominata "miniera di Trønder", grazie anche all'assistenza di capitale di investitori americani.